# جنوب خیطان
شهر جنوب خیطان (به عربی: جنوب خیطان) در استان فروانیه در کشور کویت واقع شده است. جمعیت این شهر ۹۲٫۶۴۶ نفر است.